# إريك سوليفان (لاعب كرة طائرة)
إريك سوليفان (بالإنجليزية: Erik Sullivan)‏ (9 أغسطس 1972 - ) هو لاعب كرة طائرة الولايات المتحدة. شارك في الألعاب الأولمبية الصيفية 2000 والألعاب الأولمبية الصيفية 2004.

## وصلات خارجية
- إريك سوليفان على موقع أوليمبيديا (الإنجليزية)